# Georges Kuny
Georges Kuny, né vers 1888 à Grand-Bassam et mort en 1966 à Bouaké est un homme d'affaires ayant marqué l'histoire économique de la Côte d'Ivoire à l'époque coloniale,.

## Histoire

### Origines et formation
Georges Kuny est né vers 1888 à Grand-Bassam. Membre de l'ethnie Nzima, il est issu d'une famille de commerçants plutôt aisé spécialisée dans le commerce du sel et des tissus,,,.
Il grandit à Grand-Bassam entouré de deux de ses cousins, Elogne et Gnoan (aussi connu sous le nom de Bright). Initié au commerce dès son enfance, Kuny accompagne ses aînés dans des voyages d'affaires à travers les territoires ébrié, adioukrou et agni.

### Commerce colonial
Fasciné par les demeures européennes à Grand-Bassam, Kuny rêvait de devenir riche et de posséder sa propre maison. Conscient des dangers et des intempéries auxquels les marchands étaient exposés, il a su surmonté ces défis. Les guet-apens étaient redoutés, et Kuny a compris l'importance des Soukovoulé (hôtes commerciaux) dans la préservation de la sécurité des marchands. En entretenant des relations avec eux, il a assuré le bon déroulement de ses affaires.
L'année 1950 a marqué l'apogée des affaires de Kuny, culminant avec la réception de correspondances de personnalités étrangères. Sa renommée s'est étendue au-delà des frontières, et le colonel Pages, commandant le 6e régiment d'artillerie coloniale à Dakar, l'a présenté comme "un membre actif de l'Association nationale des médaillés de la Résistance". Cette reconnaissance souligne sa contribution à la société.

### Héritage et enseignements
La vie de Georges Kuny offre des enseignements sur les limites des entreprises africaines s'appuyant sur une main-d'œuvre familiale peu qualifiée. Elle met en lumière les défis du commerce colonial, avec ses règles et exigences. Kuny, passant de colporteur à grand homme d'affaires, illustre le courage nécessaire pour surmonter les obstacles et réussir à une époque où les opportunités étaient rares pour les Africains.

## Hommages et Postérité
À sa mort en 1966 à Bouaké, Georges Kuny a reçu des funérailles grandioses, témoignant de la gratitude de la population qu'il a contribué à développer. Après l'indépendance, une rue du centre commercial est nommée en son honneur.